# Charles François Clement
Charles François Clement (Provença vers 1720 - [...?], 1789) fou un compositor, musicòleg i literat francès.
A París fou professor de clavicordi. adaptà per la Comèdia Italiana de la capital francesa, els dos inter mitjos italians Il paratajo de Jommelli, i La zingara, de
Rinaldo di Capua, representats amb èxit el 1766 amb els títols de La pipée, i La bohémienne.
A més se li deuen: una col·lecció de peces per a clavicordi i violí; les cançons patriòtiques Le départ des guerriers i Le retour des guerriers, Essai sur l'accompagnement du claveci, i Essai sur la basse fondamentale.